# Retrato de Felipe III de Borgoña
El retrato de Felipe III el Bueno, duque de Borgoña del Museo de Bellas Artes de Dijon, Francia es una de las numerosas copias de taller de un prototipo perdido de Rogier van der Weyden.
El original del llamado Felipe el Bueno con chaperon o capuchón habría sido el primer retrato que del duque de Borgoña hiciera Rogier van der Weyden, datable a comienzos de los años 1440. Junto al ejemplar de Dijon, considerado el de mejor calidad, se conocen copias en el Museo del Louvre, el musée de l'Hospice Comtesse
de Lille, el Museo Groeninge de Brujas y otros. 
La obra retrata a Felipe el Bueno, duque borgoñón que participó en las disputas de la corona de Francia junto al rey Enrique V de Inglaterra. En el cuadro se le representa con el collar de la Orden del Toisón de Oro al cuello, creada por él mismo en 1430.
Aunque Van der Weyden no ostentara el título de pintor de cámara del duque de Borgoña, lo retrató en al menos tres ocasiones. La primera de ellas, la que sirvió de prototipo al ejemplar de Dijon, de hacia 1440, sirvió también, sin la caperuza o chaperon, para la miniatura de las Chroniques de Hainaut, que es el único retrato de Felipe el Bueno de mano de Van der Weyden que se ha conservado, una vez que se han perdido también los originales del retrato pintado hacia 1450, con el cabello corto, del que una copia se conserva en el Palacio Real de Madrid, y el último, poco anterior a la muerte del pintor (1464), con el cabello largo.